# 基龍多省
基龍多省是布隆迪17省之一，位於該國東北部，省會为基龍多，北面和西面是盧旺達，東接穆因加省，南毗恩戈齊省，面積1,703平方公里，2007年居民人數約628,000。